# Бистершид
Бистершид (нем. Bisterschied) — община в Германии, в земле Рейнланд-Пфальц. 
Входит в состав района Доннерсберг. Подчиняется управлению Роккенхаузен.  Население составляет 239 человек (на 31 декабря 2010 года). Занимает площадь 5,16 км².